# Martí Márquez
Martí Márquez Román (Llinars del Vallès, 9 februari 1996) is een Spaans voormalig wielrenner.

## Carrière
Als amateur behaalde Márquez verschillende overwinningen en ereplaatsen in het Spaanse nationale circuit. Zo won hij onder meer het Catalaanse kampioenschap op de weg in 2017.
In 2020 maakte Márquez de overstap naar Equipo Kern Pharma. In zijn debuutjaar behaalde toptienplaatsen in etappes in de Ronde van Servië en Belgrade Banjaluka. In die laatste wedstrijd werd hij, achter Jakub Kaczmarek ook tweede in het eindklassement. In de Route d'Occitanie van dat jaar trok hij in de eerste etappe ten aanval en kwam hij als eerste boven op de Col des Très Vents, de tweede beklimming van de dag. Omdat zijn ploeg in 2021 een stap hogerop deed, werd Márquez dat jaar prof. Hij stond dat jaar aan de start van onder meer de Ronde van de Algarve en de Ronde van Duitsland en werd twintigste in de Ronde van de Vendée.

## Resultaten in voornaamste wedstrijden
|      | \| Jaar \| Parijs-Tours \| \| ---- \| ------------ \| \| 2023 \| 123e \| |
| Jaar | Parijs-Tours                                                             |
| 2023 | 123e                                                                     |

## Ploegen
- 2020 –  Equipo Kern Pharma
- 2021 –  Equipo Kern Pharma
- 2022 –  Equipo Kern Pharma
- 2023 –  Equipo Kern Pharma
- 2024 –  Equipo Kern Pharma

Adrià · Agirre · Araiz · Arrieta · Berrade · Carboni (vanaf 9/9) · Carretero · J. Castrillo · Cobo · Galván · C. García Pierna · R. García Pierna · Jaime · D. Lopez · J. López · Marquez · Mendez · Miquel · Moreno · Novikov · Parra · Řepa · Ruiz · Sánchez · van der Tuuk · P. Castrillo (stagiair) · Fernandez (stagiair) · Retegi (stagiair)
Adrià · Agirre · Arrieta · Berrade · Carboni · Carretero · Castrillo · Cobo · Elosegui · Galván · C. García Pierna · R. García Pierna · Jaime · López · Marquez · Miquel · Parra · Řepa (tot 2/5) · Retegi · Ruiz · Sánchez · van der Tuuk · Aznar (stagiair) · Carrascosa (stagiair) · Dorenbos (stagiair)
Agirre · H. Aznar · U. Aznar · Berrade · Brustenga · Castrillo · Cobo · Elosegui · Fernández · Galván · García Pierna · Gutiérrez · Iribar · Jaime · López · Marquez · Miquel · Parra · Retegi · Ruiz · Sánchez · Soto · Uriarte · van der Tuuk · Azanza (stagiair) · Carrascosa (stagiair) · Etxeberria (stagiair)